# Lavilleneuve-au-Roi
Ne doit pas être confondu avec Villeneuve-le-Roi.
Lavilleneuve-au-Roi est une commune française située dans le département de la Haute-Marne, en région Grand Est.
Le 1er janvier 2012, cette commune se sépare de la commune d'Autreville-sur-la-Renne.

## Géographie
| Montheries |                     | Juzennecourt            |
|            | Lavilleneuve-au-Roi | Gillancourt             |
| Vaudrémont |                     | Autreville-sur-la-Renne |

### Hydrographie
La commune est dans la région hydrographique « la Seine de sa source au confluent de l'Oise (exclu) » au sein du bassin Seine-Normandie. Elle est drainée par la Renne, le Fossé 01 du Val Charbonné, le Fossé 01 du Val du Coup Perdu et le Fossé 01 du Val Forche,.
La Renne, d'une longueur de 20 km, prend sa source dans la commune de Autreville-sur-la-Renne et se jette  dans l'Aujon à Rennepont, après avoir traversé quatre communes. 

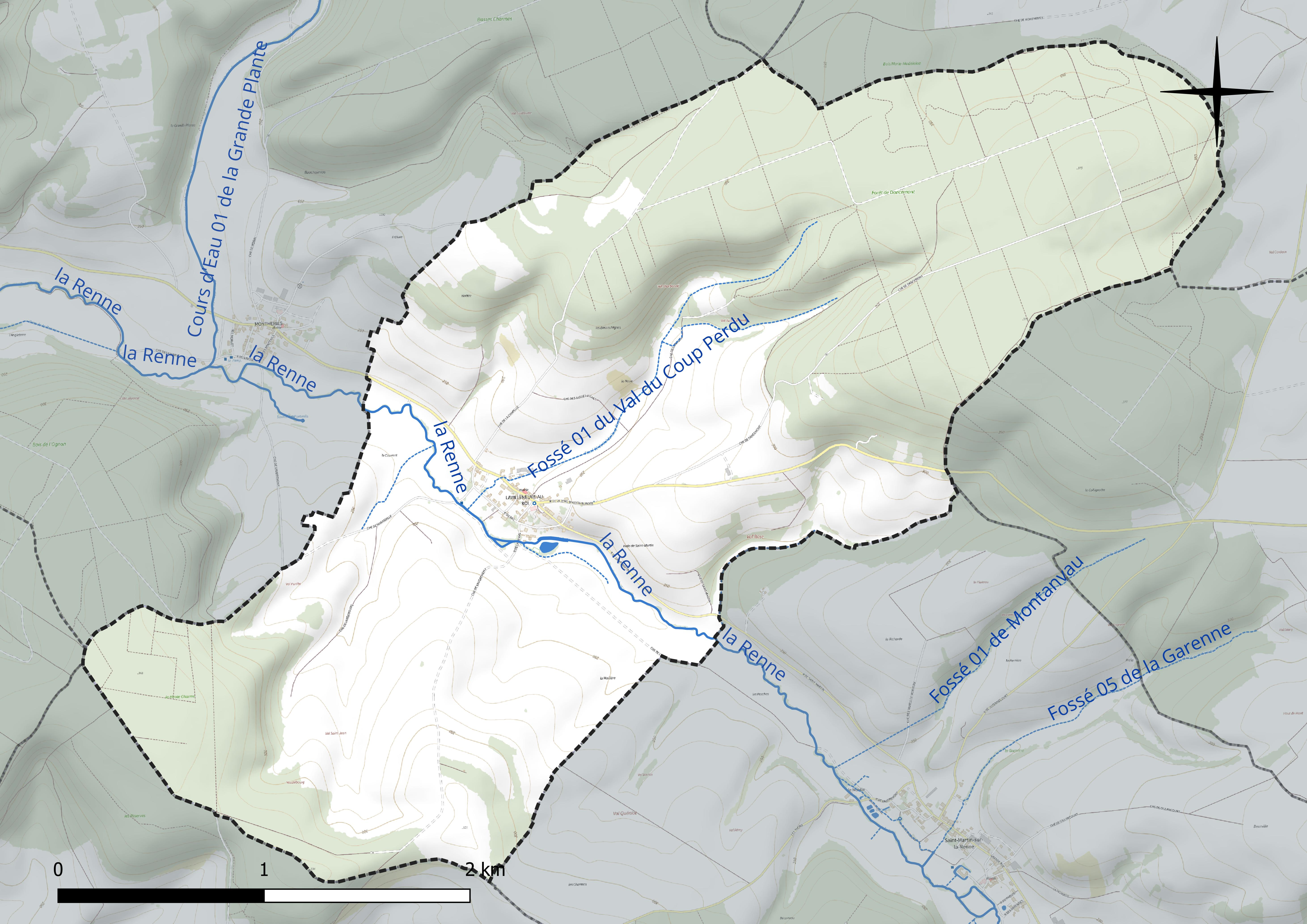
Réseau hydrographique de Lavilleneuve-au-Roi.

## Urbanisme

### Typologie
Au 1er janvier 2024, Lavilleneuve-au-Roi est catégorisée commune rurale à habitat dispersé, selon la nouvelle grille communale de densité à sept niveaux définie par l'Insee en 2022.
Elle est située hors unité urbaine. Par ailleurs la commune fait partie de l'aire d'attraction de Chaumont, dont elle est une commune de la couronne,. Cette aire, qui regroupe 112 communes, est catégorisée dans les aires de 50 000 à moins de 200 000 habitants,.

### Occupation des sols
L'occupation des sols de la commune, telle qu'elle ressort de la base de données européenne d’occupation biophysique des sols Corine Land Cover (CLC), est marquée par l'importance des forêts et milieux semi-naturels (52,4 % en 2018), une proportion identique à celle de 1990 (52,4 %). La répartition détaillée en 2018 est la suivante : 
forêts (52,4 %), terres arables (42,6 %), prairies (2,6 %), zones urbanisées (2,4 %). L'évolution de l’occupation des sols de la commune et de ses infrastructures peut être observée sur les différentes représentations cartographiques du territoire : la carte de Cassini (XVIIIe siècle), la carte d'état-major (1820-1866) et les cartes ou photos aériennes de l'IGN pour la période actuelle (1950 à aujourd'hui).

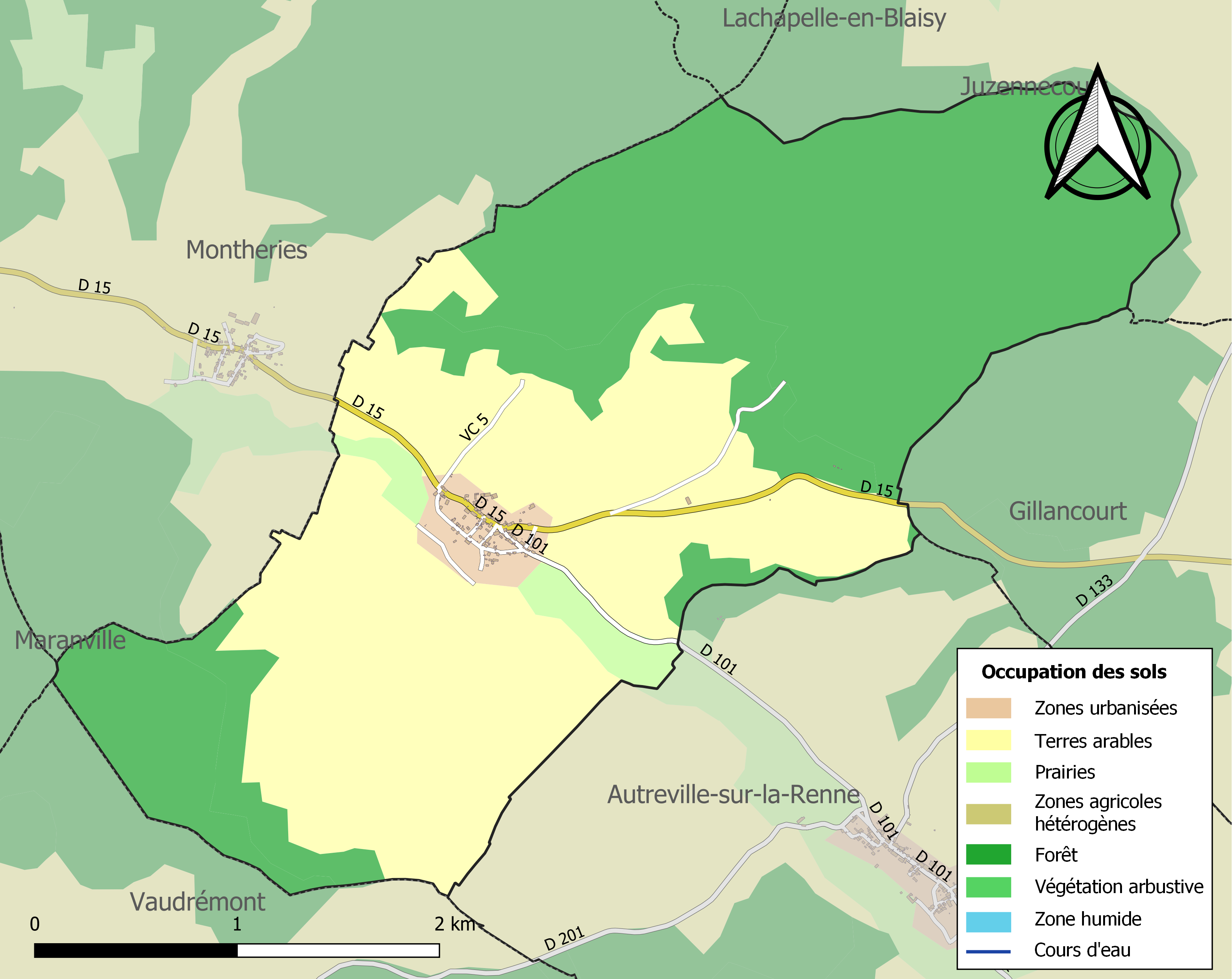
Carte des infrastructures et de l'occupation des sols de la commune en 2018 (CLC).

## Toponymie
Le nom de la localité est attesté sous les formes Nova villa prope Monterriam (1263) ; La Villeneuve de lez Monterrie (1270) ; Villa Nova prope Monterriam (1278) ; Villenueve sur Monterie (1276-1278) ; Villa Nova de Montarrie (1290) ; Villa Nova subtus Monteriam (1302) ; La Villeneuve soubz Monterrie, Villa Nova juxta Monterriam (1353) ; La Villeneufve soubz Monterrie (1402) ; La Villeneufve (1483) ; La Villeneufve au Roy (1508) ; Villeneuve (1732) ; La Villeneuve au Roi (1769) ; La Villeneuve au Roy (1773) ; La Villeneuve les Montherie (an II) ; Lavilleneuve-au-Roi (1858).

Villeneuve : de l'oïl où ville signifie « village » au Moyen Âge avec l'ajout de l'adjectif féminin neuve, « la ville neuve prés de Montheries », érigée en mairie royale. La seigneurie appartenait au roi Thibaut Ier (roi de Navarre) puis à Philippe IV le Bel et au prieur de Sexfontaines par indivision.

## Histoire
Le 1 Juin 1972, Lavileneuve-au-Roi fusionne avec la commune voisine d'Autreville-sur-la-Renne pour se séparer le 1er Janvier 2012.

## Politique et administration
| Période                                  | Période  | Identité                         | Étiquette | Qualité                                                             |
| ---------------------------------------- | -------- | -------------------------------- | --------- | ------------------------------------------------------------------- |
| av.1834                                  | ?        | Edmé Charles Gabriel Cressonnier |           | Conseiller d'arrondissement du canton de Juzennecourt (1834 à 1848) |
|                                          |          |                                  |           |                                                                     |
| 2008                                     | 2016     | Patrice Pensée                   |           | Décédé en fonctions                                                 |
| 2016                                     | En cours | Nicolle Pensée                   |           | Ancien cadre                                                        |
| Les données manquantes sont à compléter. |          |                                  |           |                                                                     |

## Démographie
L'évolution du nombre d'habitants est connue à travers les recensements de la population effectués dans la commune depuis 1793. Pour les communes de moins de 10 000 habitants, une enquête de recensement portant sur toute la population est réalisée tous les cinq ans, les populations de référence des années intermédiaires étant quant à elles estimées par interpolation ou extrapolation. Pour la commune, le premier recensement exhaustif entrant dans le cadre du nouveau dispositif a été réalisé en 2008.

En 2022, la commune comptait 68 habitants, en évolution de −16,05 % par rapport à 2016 (Haute-Marne : −4,62 %, France hors Mayotte : +2,11 %).
| 1793 | 1800 | 1806 | 1821 | 1831 | 1836 | 1841 | 1846 | 1851 |
| ---- | ---- | ---- | ---- | ---- | ---- | ---- | ---- | ---- |
| 298  | 311  | 310  | 328  | 329  | 336  | 343  | 342  | 84   |

| 1856 | 1861 | 1866 | 1872 | 1876 | 1881 | 1886 | 1891 | 1896 |
| ---- | ---- | ---- | ---- | ---- | ---- | ---- | ---- | ---- |
| 69   | 317  | 316  | 73   | 274  | 266  | 241  | 230  | 206  |

| 1901 | 1906 | 1911 | 1921 | 1926 | 1931 | 1936 | 1946 | 1954 |
| ---- | ---- | ---- | ---- | ---- | ---- | ---- | ---- | ---- |
| 220  | 190  | 158  | 122  | 112  | 120  | 104  | 130  | 123  |

| 1962 | 1968 | 2013 | 2018 | 2022 | - | - | - | - |
| ---- | ---- | ---- | ---- | ---- | - | - | - | - |
| 124  | 93   | 87   | 74   | 68   | - | - | - | - |